# Nordrussisches Tiefland

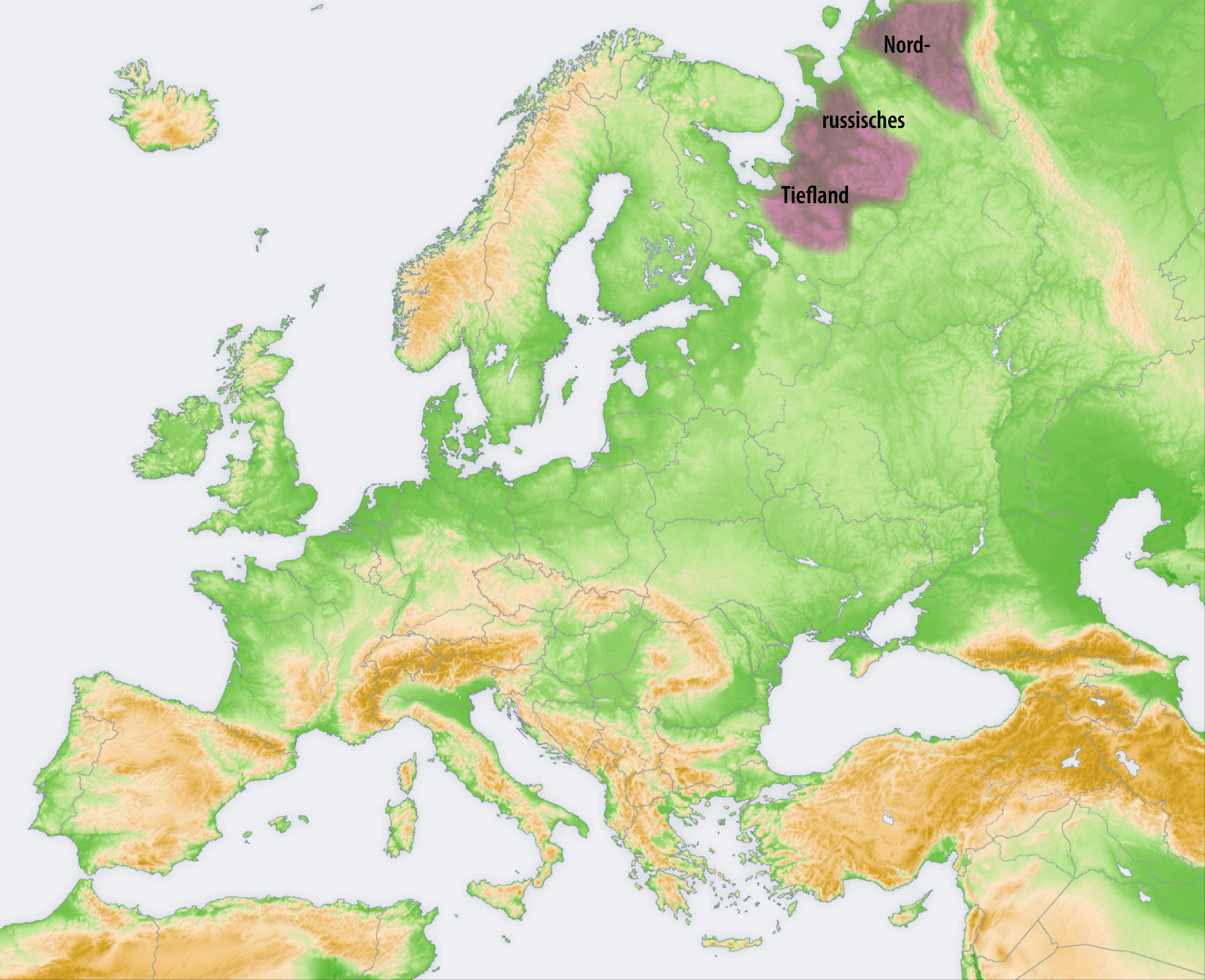
Lage des nordrussischen Tieflandes

Das Nordrussische Tiefland liegt im äußersten Norden des europäischen Teils von Russland und ist ein Teil der Osteuropäischen Ebene.
Das Tiefland, das sich westlich und östlich des Timanrückens befindet, breitet sich um die Flüsse Nördliche Dwina, Onega und Mesen im Westen und Petschora im Osten aus. Im Norden schließt sich die Barentssee (mit der darin liegenden Insel Kolgujew) und damit das Nordpolarmeer an. In der Mitte teilt der in leicht nordwest-südöstlicher Richtung verlaufende Timanrücken das Nordrussische Tiefland in zwei Teile. Im Nordosten grenzt das Tiefland an das Pai-Choi-Gebirge, im Osten an das Uralgebirge und im Süden an den Nordrussischen Landrücken. Im Westen geht es über den Onega- und Ladogasee nach und nach in die Finnische Seenplatte über.
Das Landschaftsbild des nur äußerst dünn besiedelten Nordrussischen Tieflands wird von der Taiga und Tundra sowie den eben erwähnten Flüssen und großen Seen bestimmt. Die größten Städte sind Archangelsk und Sewerodwinsk.